# Małopolski Inspektorat Okręgowy Straży Granicznej
Małopolski Inspektorat Okręgowy Straży Granicznej – Inspektorat Okręgowy Straży Granicznej, utworzony 16 maja 1928 w miejsce dotychczas istniejącego Małopolskiego Inspektoratu Okręgowego Straży Celnej, a obejmujący teren przyległy do południowej granicy państwa na terenie Małopolski Zachodniej i Małopolski Wschodniej.

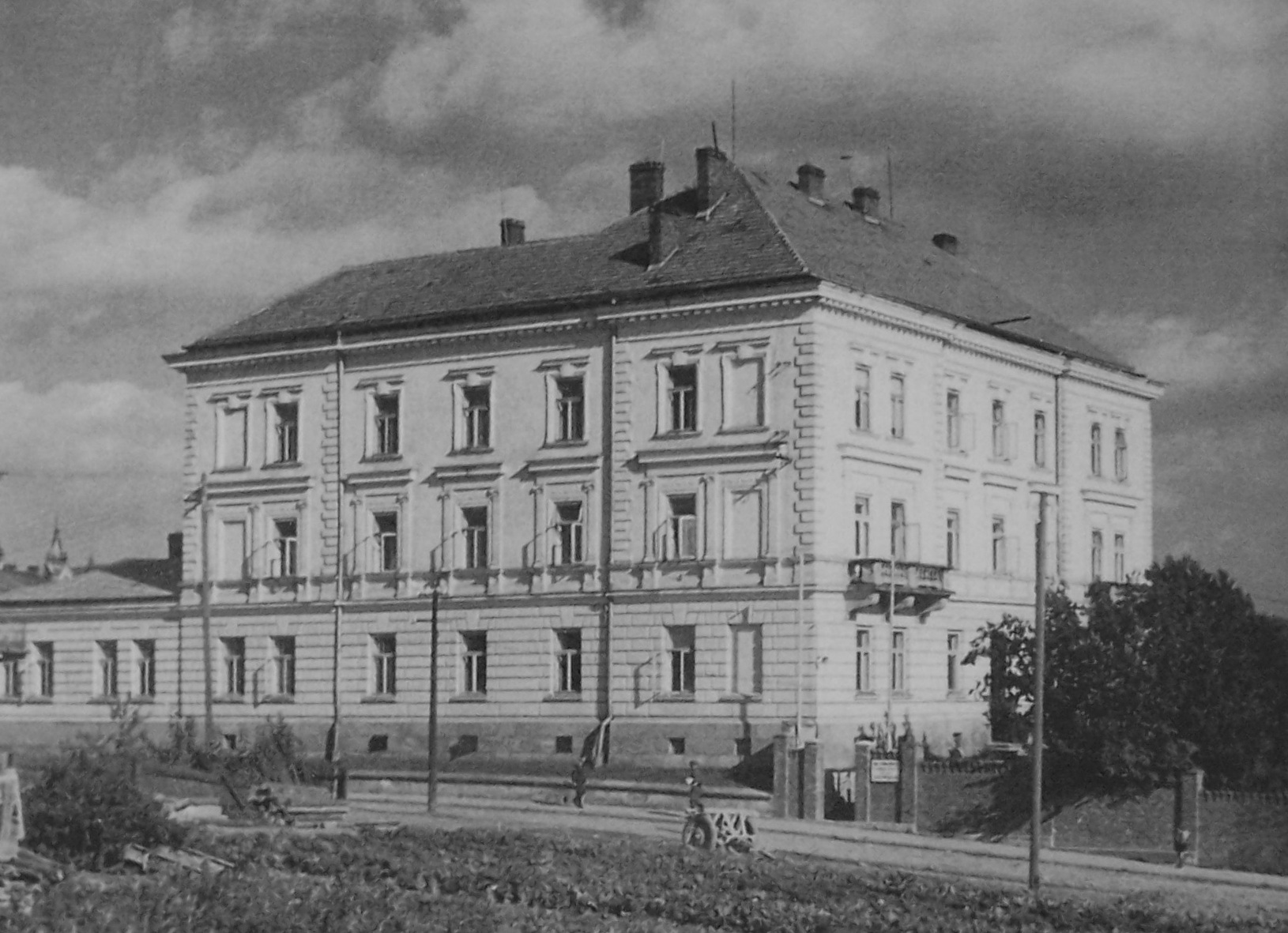
Budynek przy ul. Henryka Sienkiewicza 5 w Sanoku – siedziba MIOSG

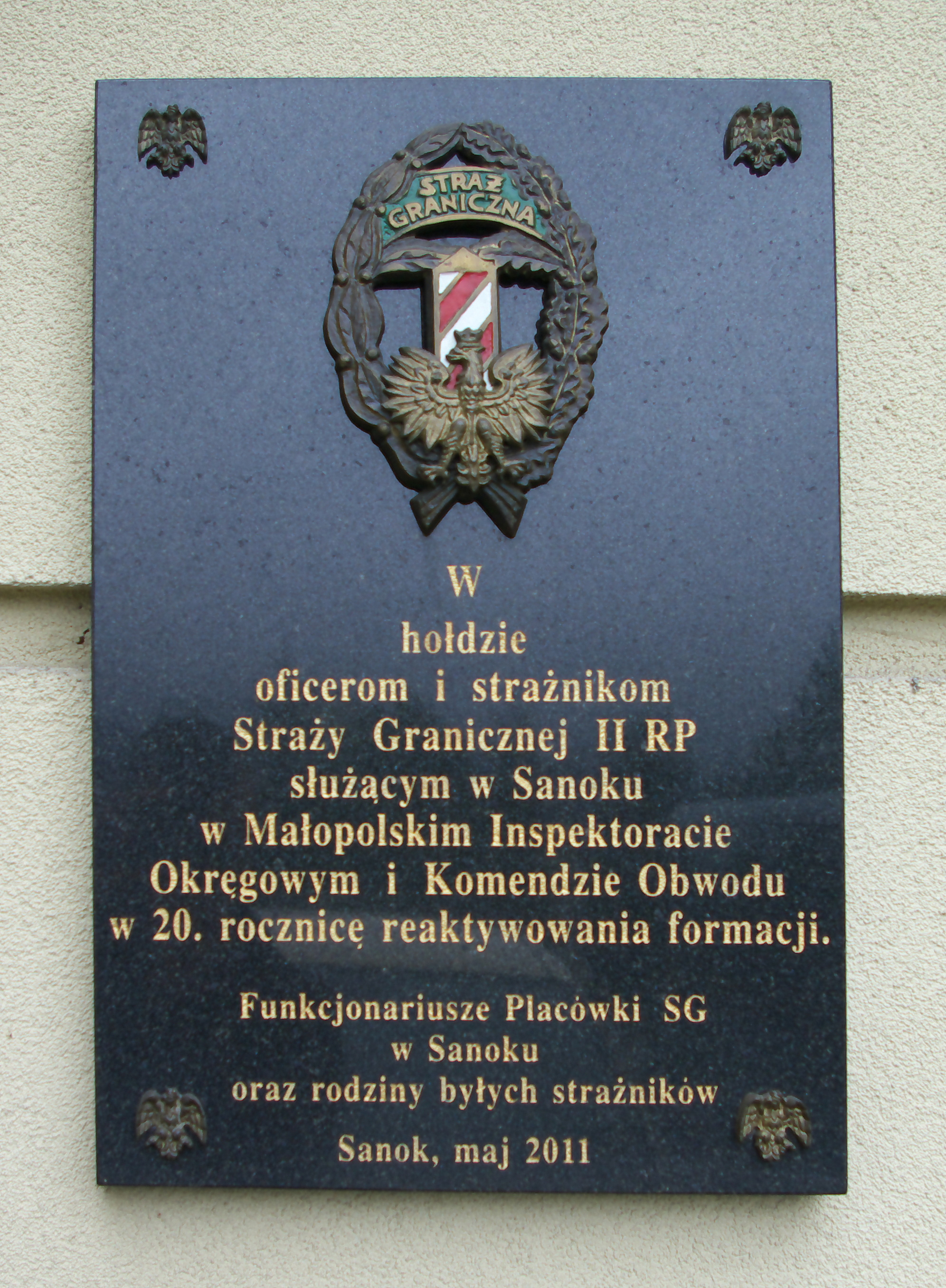
Tablica upamiętniająca strażników MIOSG w Sanoku

Siedziba MIOSG znajdowała się w budynku przy ul. Henryka Sienkiewicza 5 w Sanoku, a następnie w Przemyślu, tutaj też znajdowała się Placówka II linii Przemyśl, natomiast we Lwowie znajdował się Komisariat SG Lwów.

## Formowanie i zmiany organizacyjne
20 czerwca 1927 prezes Rady Ministrów Józef Piłsudski delegował na stanowisko naczelnego inspektora Straży Celnej płk. Stefana Pasławskiego z zadaniem gruntownej rekonstrukcji tego organu. Jesienią 1927 dokonano nowego podziału terytorialnego, a minister spraw wojskowych skierował do dyspozycji komendanta SC oficerów przewidzianych do obsadzenia nowo utworzonych stanowisk inspektorów okręgowych. Utworzono pięć nowych inspektoratów okręgowych, w tym między innymi Małopolski Inspektorat Okręgowy Straży Celnej, z którego w prostej linii wywodzi się Małopolski Inspektorat Okręgowy Straży Granicznej. Kierownikiem inspektoratu mianowano mjr. Mariana Jadwińskiego, a siedzibą inspektoratu był Sanok. Rozporządzenie Prezydenta Rzeczypospolitej Polskiej Ignacego Mościckiego z 22 marca 1928, do ochrony północnej, zachodniej i południowej granicy państwa, a w szczególności do ich ochrony celnej, powoływano z dniem 2 kwietnia 1928  Straż Graniczną. Rozkazem nr 5 z 16 maja 1928 w sprawach organizacji Małopolskiego Inspektoratu Okręgowego dowódca Straży Granicznej gen. bryg. Stefan Pasławski zatwierdził dyslokację, granice i strukturę inspektoratu okręgowego.
Rozkazem Komendy Straży Granicznej z 25 marca 1930 Małopolski Inspektorat Okręgowy Straży Granicznej został przeniesiony przez p.o. kierownika tegoż, insp. Jana Grodyńskiego, z dniem 16 kwietnia 1930 do Przemyśla, gdzie został umieszczony pod adresem Rynek 23 (II p.). MIOSG działał do 19 grudnia 1934, kiedy to rozkazem nr 4 podzielono go na Zachodnio- i Wschodniomałopolski Inspektorat Okręgowy Straży Granicznej, z siedzibami w Krakowie i Lwowie.
Małopolski Inspektorat Okręgowy ochraniał południową granicę państwa (z Czechosłowacją, o długości 1113 km) od placówki Głuchaczki do rejonu styku granic polsko-rumuńsko-czechosłowackiej w miejscowości Żeżawa w korycie rzeki Dniestr.

## Kierownicy/komendanci inspektoratu
| stopień   | imię i nazwisko      | okres pełnienia służby | kolejne stanowisko                           |
| --------- | -------------------- | ---------------------- | -------------------------------------------- |
| major     | Marian Jadwiński     | do X 1928              | dowódca III/30 pp                            |
| inspektor | Władysław Ledochowcz | do I 1930              |                                              |
| inspektor | Jan Gorodyński       | do VI 1933             |                                              |
| inspektor | Wiktor Zakliński     | VI 1933 – 23 I 1935    | komendant Inspektoratu Granicznego „Bielsko” |

## Służba graniczna
Teren działania małopolskiego inspektoratu przypadał na obszar ówczesnych województw: krakowskiego, lwowskiego i stanisławowskiego.
Charakterystyka inspektoratu
Granica państwowa na terenie inspektoratu małopolskiego, to granica typowo górska z wyjątkiem komisariatów „Horodenka”, „Śniatyn” i częściowo „Kosów”. Granica polsko–czeską pokrywała się z małymi wyjątkami z dawną granicą galicyjsko–węgierską. Poza naturalną granicą górską, linię graniczną tworzą również doliny rzek: Białki, Dunajca, Popradu, Czeremoszu i Dniestru. 
W jednodniówce wydanej z okazji 5–lecia Straży Granicznej dokonano charakterystyki ludności pogranicza. Oceniano, że na odcinku Inspektoratu Granicznego „Nowy Targ” zamieszkali górale pracowici, praworządni, gospodarni, dbających o ład i porządek, pełni werwy, życia, temperamentu i wysoce uzdolnieni ze zmysłem estetycznym i zdobniczym. Ta grupa osób była dość przychylnie nastawiona się do organów Straży Granicznej.
Od Piwnicznej, przez cały odcinek Inspektoratu Granicznego „Jasło”, w obszarach komisariatów „Wola Michowa” i „Dwernik” Inspektoratu Granicznego „Sambor” zamieszkiwali Łemkowie. Byli to, zdaniem oficerów SG, ludzie bierni, spokojni, apatyczni, w swoim zachowaniu podobni do Poleszuków. Mieszkali i gospodarowali w warunkach wprost pierwotnych. 
Na terenie komisariatów „Borynia” i „Smorze”, oraz na terenie  komisariatów „Ławoczne” i „Ludwikówka” Inspektoratu Granicznego „Stryj” zamieszkiwali Bojkowie. Zdaniem oficerów SG posiadali większą niż Łemkowie ukraińską świadomość narodową. Byli bardziej wrogo nastawieni do państwa polskiego. 
Pas graniczny na obszarze odpowiedzialności komisariatu „Sołotwina” i „Worochta” Inspektoratu Granicznego „Stryj” oraz komisariatów „Żabie” i „Kosów” na odcinku Inspektoratu Granicznego „Kołomyja” zamieszkiwali Huculi.
Oficerowie SG oceniali, że mimo bardzo silnej agitacji ukraińskiej, Huculi odnosili się do Straży Granicznej przyjaźnie i przychylnie. 
Ludność zamieszkała na terenie komisariatu „Kosów” na wschód od Kut, oraz na terenie komisariatów „Śniatyn” i „Horodenka”  była zamożniejsza i bardziej gospodarna od południowych społeczności spotykanych na Podolu i w Rumunii. Oceniano, że była to ludność „najbardziej rozagitowana”.
Przemyt na terenie inspektoratu nie przybierał form zorganizowanych. Przemycano zazwyczaj na własny użytek lub niewielki handel. Ludność pasa granicznego, oddalona o dziesiątki kilometrów od miasteczek polskich, zaopatrywała  się w artykuły codziennego użytku w pobliskich osiedlach czechosłowackich czy rumuńskich. Huculi zaopatrywali się w Rumunii w tytoń do fajki, wódkę oraz wełnę i nici (szych). W okresach sezonowych kwitł przemyt owoców, alkoholu oraz skórek baranich. Odnotowywano kradzieże, rabunki, handel bez patentu i posiadanie broni bez zezwolenia.
Sąsiednie jednostki graniczne
- Śląski Inspektorat Okręgowy Straży Granicznej ⇔ Brygada KOP „Podole”

## Struktura organizacyjna
Początkowo działało 4 inspektoraty graniczne, w kwietniu 1930 dołączono piąty (w Samborze). 
Organizacja inspektoratu w 1928:
- Komenda − Sanok
- Inspektorat Graniczny nr 18 Nowy Targ
- Inspektorat Graniczny nr 19 Nowy Zagórz
- Inspektorat Graniczny nr 20 Stryj
- Inspektorat Graniczny nr 21 Kołomyja

Organizacja inspektoratu w 1931:
- Komenda − Przemyśl
- Inspektorat Graniczny nr 18 (Nowy Targ)
- Inspektorat Graniczny nr 19 (Krosno)
- Inspektorat Graniczny nr 20 (Sambor)
- Inspektorat Graniczny nr 21 (Stryj)
- Inspektorat Graniczny nr 22 (Kołomyja)